# آنا وبر وان بوسه
آنا آنتوانت وبر وان بوسه (انگلیسی: Anna Weber-van Bosse; ۲۷ مارس ۱۸۵۲ – ۲۹ اکتبر ۱۹۴۲) گیاه‌شناس هلندی متخصص در زمینه جلبک‌های دریایی بود. علاقه او به گیاه‌شناسی و جانورشناسی از کودکی و با الهام از بازدیدهای مکرر از باغ وحش آمستردام شکل گرفت. در سال ۱۸۸۰ در دانشگاه آمستردام ثبت نام کرد، جایی که مجبور بود کارهای آزمایشگاهی خود را در اتاقی جدا از دانشجویان مرد انجام دهد.

## زندگی‌نامه
برجسته‌ترین کارهای علمی او حاصل مشارکت در سفر اکتشافی سیبوگا بود که به عنوان مهم‌ترین سفر اکتشافی جلبک‌شناسی دریایی در غرب اقیانوس آرام در قرن نوزدهم شناخته می‌شود. او در این سفر همراه با همسرش، ماکس وبر، به کشفیات متعددی دست یافت که شامل شناسایی سرده‌های کاملاً جدیدی از جلبک‌ها مانند پریفیکون، اگزوفیلوم و میکروفیلوم می‌شد. بسیاری از یافته‌های او از این سفر در کتاب تکنگاری کورالیناسه (۱۹۰۴) و اثر چهارجلدی لیست جلبک‌های سیبوگا (۱۹۲۸–۱۹۱۳) ثبت شده است. هر دو عمیقاً در زیست‌شناسی دریایی درگیر بودند. ماکس وبر یک جانورشناس مشهور بود، در حالی که آنا در زمینه جلبک (فیکولوژی) تخصص داشت. تخصص تکمیلی آنها به آنها اجازه داد تا مطالعات جامعی در مورد اکوسیستم‌های دریایی انجام دهند.
آنا در سال ۱۸۸۳ با ماکس وبر ازدواج کرد، که فرصتی برای او فراهم کرد تا در سفرهای علمی شرکت کند، در زمانی که تعداد کمی از زنان می‌توانستند در چنین کارهای میدانی شرکت کنند. مکس استاد دانشگاه آمستردام و بعدها مدیر موزه جانورشناسی بود. این باعث شد آنا به شبکه‌ها و منابع علمی دسترسی پیدا کند، اگرچه او اغلب به‌طور مستقل برای ایجاد شهرت خود کار می‌کرد. علیرغم مشارکت و همکاری آنها با یکدیگر، آنا وبر ون بوسه مجبور شد هویت علمی خود را جدا از تحقیقات مکس نشان دهد. در حالی که مکس قبلاً یک چهره تثبیت شده بود، آنا با تحقیقات دقیق خود به رسمیت شناخته شد و در نهایت به یک فیکولوژیست معتبر تبدیل کرد.
پیش از این سفر، وبر-وان بوسه در سفرهای اکتشافی به شمال نروژ و هند شرقی نیز به کشفیاتی دست یافته بود، از جمله شناسایی سرده فیتوفیزا و کشف نوعی همزیستی بین جلبک‌ها و اسفنج‌ها. در سال‌های بعد، او بیشتر تحقیقات خود را در آزمایشگاه کوچک خانگی‌اش به نام خانه ایربیک انجام می‌داد که محل مراجعه بسیاری از گیاه‌شناسان برای مشورت بود. علاوه بر فعالیت‌های علمی، او در مراکز مراقبت از کودکان در آمستردام نیز فعالیت داشت.
وبر-وان بوسه جوایز متعددی برای کارهایش دریافت کرد، از جمله یکی از بالاترین نشان‌های افتخار هلند به نام شوالیه اورانژ-ناسائو و مدرک دکترای افتخاری از دانشگاه اوترخت. گونه پرنده دیکائوس آنا به افتخار او نامگذاری شده است. او در ۲۹ اکتبر ۱۹۴۲ در سن ۹۰ سالگی درگذشت.
بخشی از کتاب نوشته کورالیناسه سیبوگا-اکسپدیشن از وبر-وان بوسه:
«کشتی سیبوگا تلاش بی‌ثمری برای یافتن لنگرگاه مناسبی در شرق سالایر انجام داده بود. با فرا رسیدن شب، فرمانده تودمان تصمیم گرفت شب را در همان منطقه مرجانی که پیشتر نام برده بود لنگر بیندازد، جایی که مطمئن بود ۱۰–۸ متر عمق آب وجود دارد. اما چه قدر تعجب ما در صبح روز بعد وقتی به عرشه آمدیم و رنگ قرمز مشخصی را در کف دریا دیدیم که با نوارهای باریک سفیدی منظم قطع شده بود، زیاد بود. این منطقه مرجانی نبود که ما روی آن لنگر انداخته بودیم، بلکه توده عظیمی از لیتوتامنیا بود که رنگ قرمزی به کف دریا بخشیده بود.» (صفحه ۶، منتشر شده در ۱۹۰۴)

## نگارخانه

تصاویری از اکسپدیشن سیبوگا وبر وان بوسه (۱۸۹۹-۱۹۰۰).
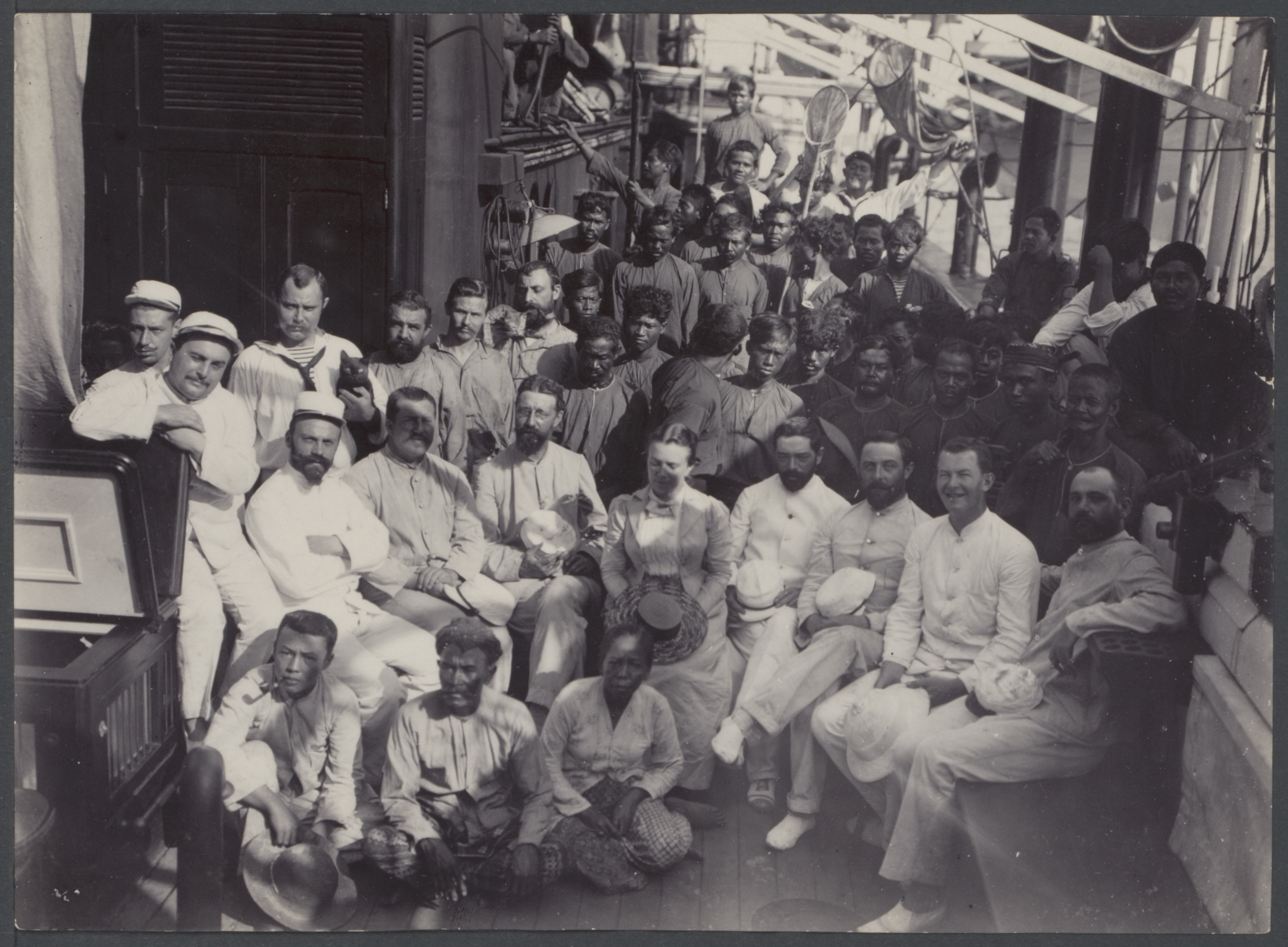
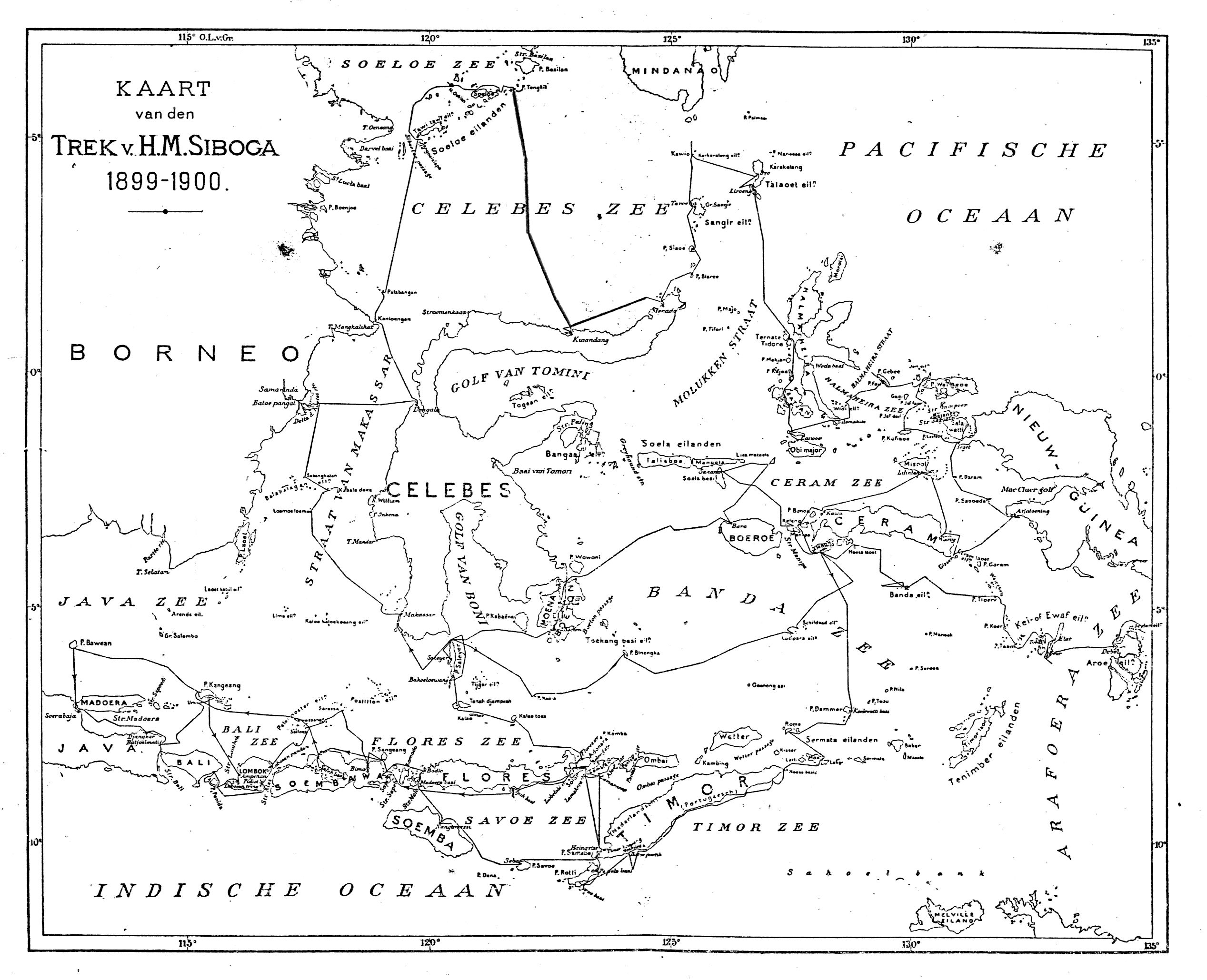
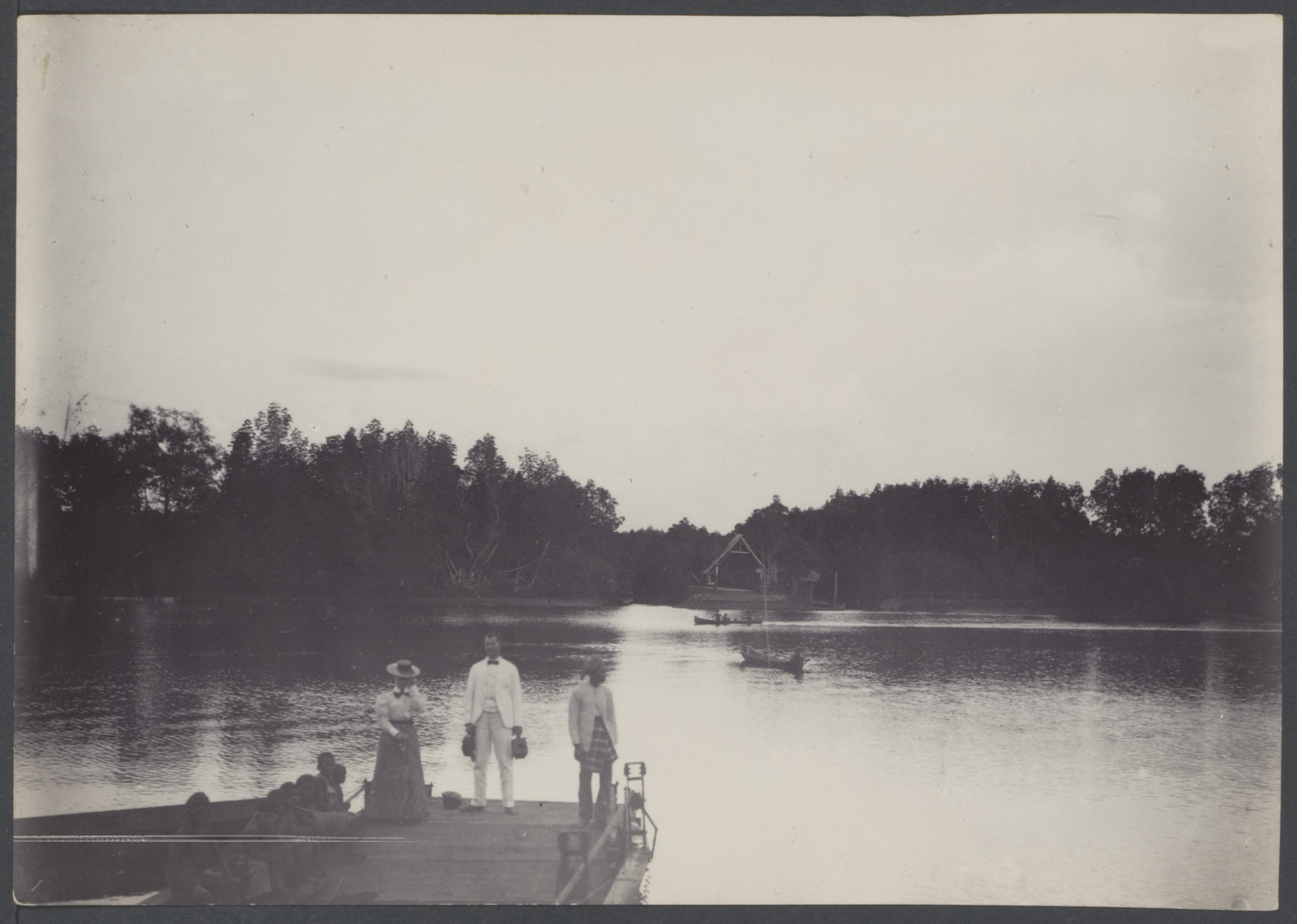
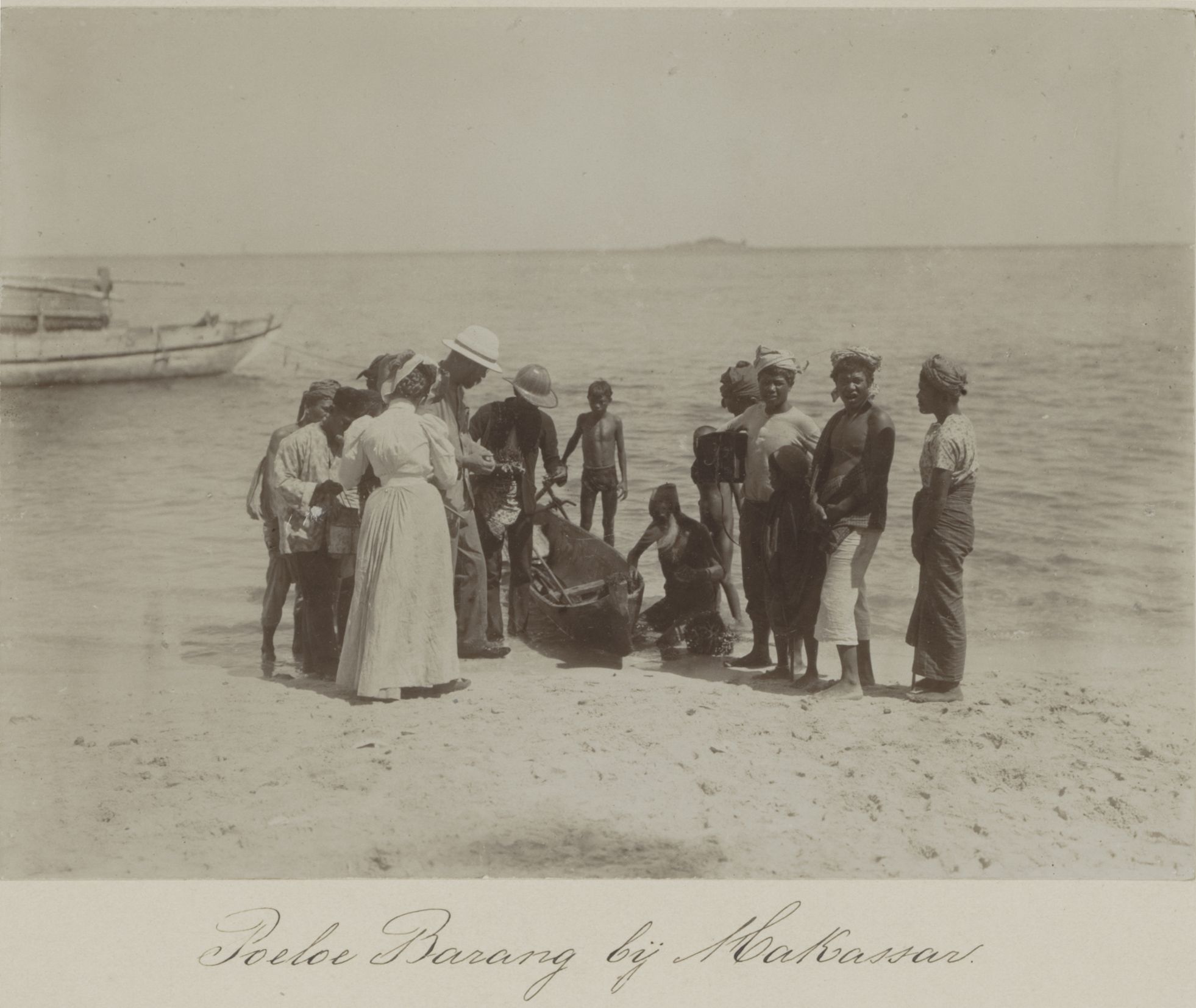
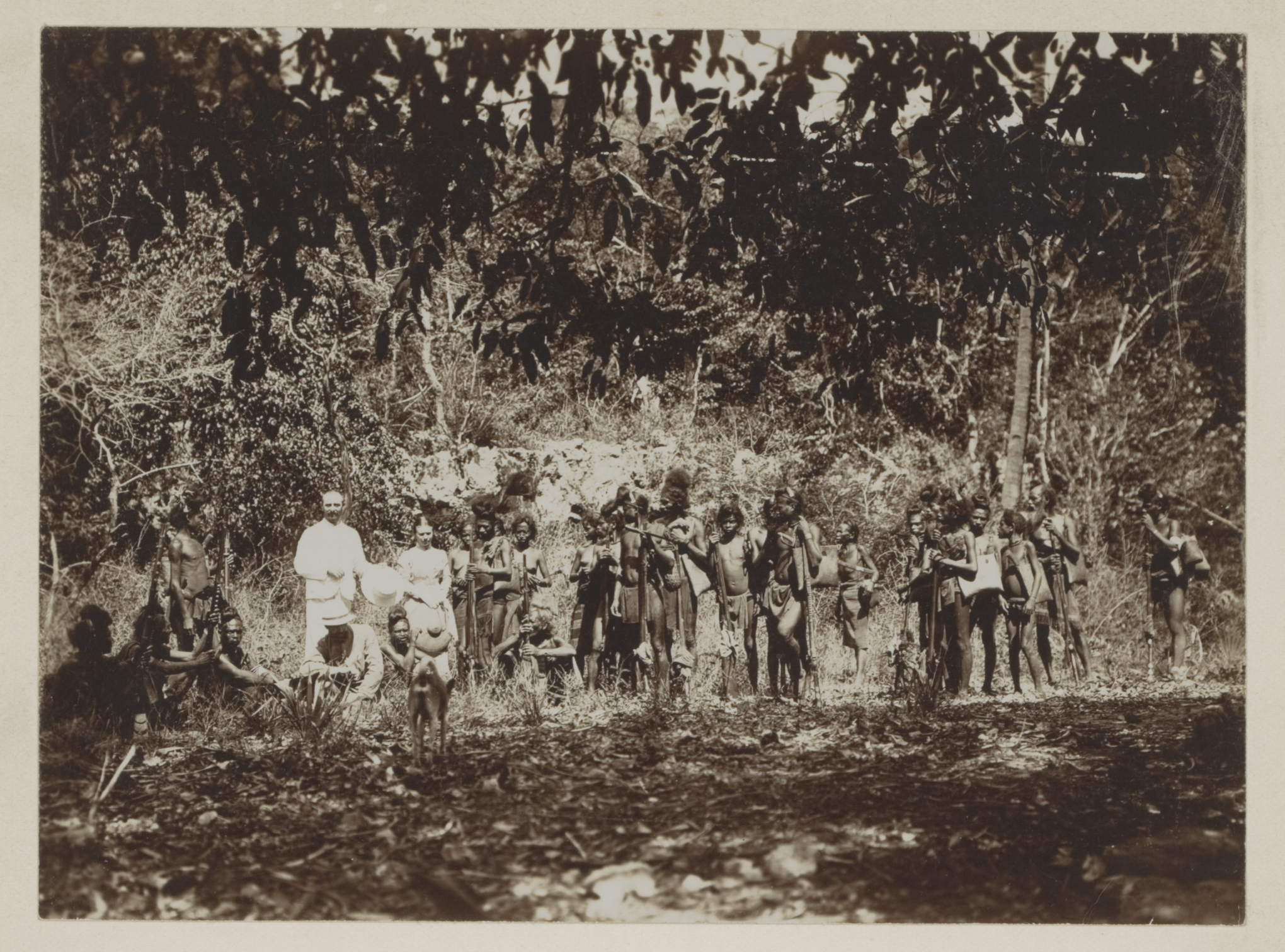
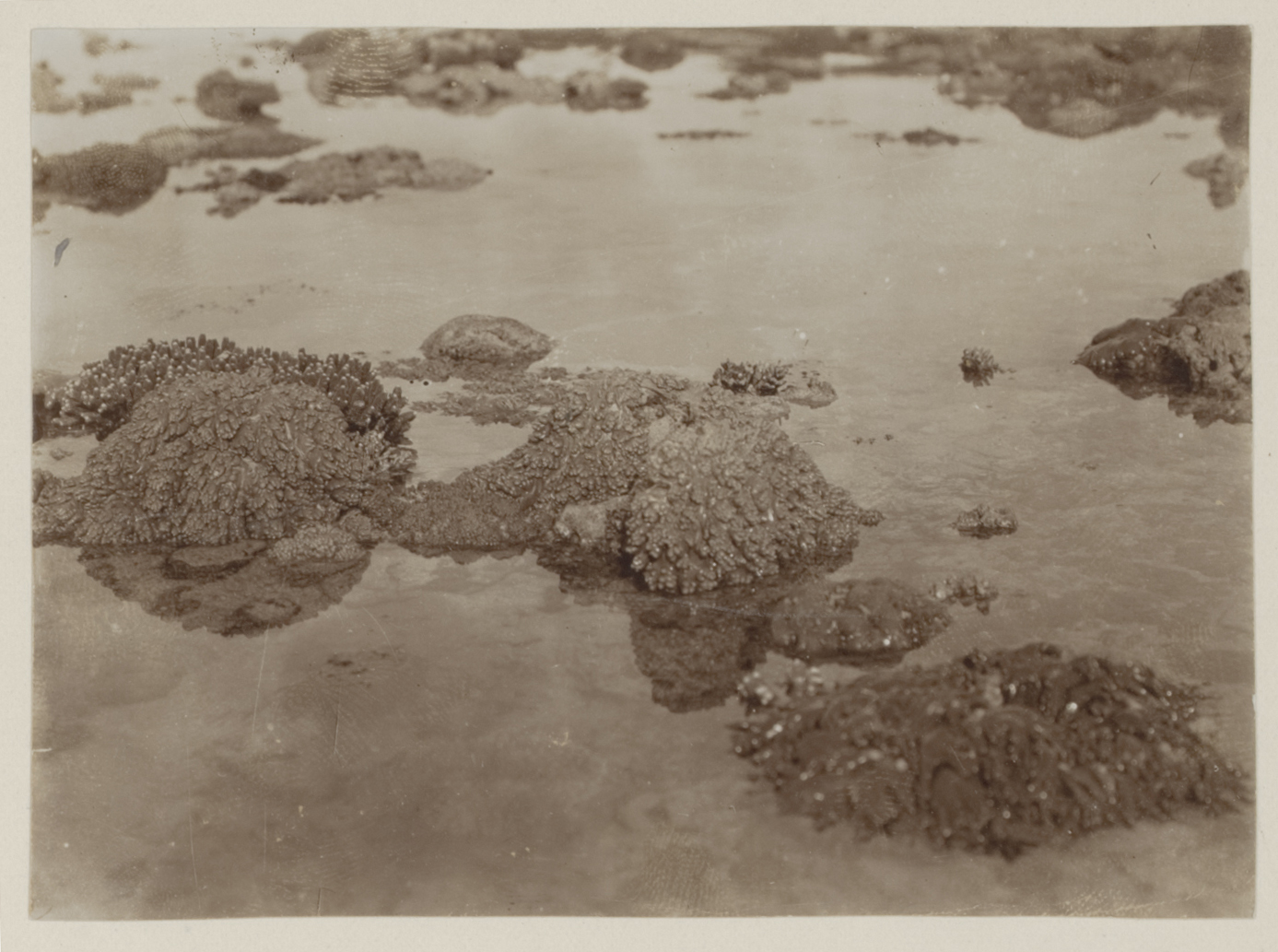